# 冒険商人アムラフィ
『冒険商人アムラフィ』（ぼうけんしょうにんアムラフィ）は、中里融司による日本のライトノベル。イラストはMEIMUが担当。電撃文庫（メディアワークス）より1994年10月から1995年10月まで全2巻が刊行された。第1回電撃ゲーム小説大賞銀賞を受賞。

## あらすじ

### 海神ドラムの秘宝
自由商業都市ルビアークを拠点に活動する冒険商人アムラフィ・ファーディル（愛称：アム）は、父の残した航海日誌を基に、太鼓の創造神ドラムの秘宝を探すべく、葡萄海を目指して旅をしていた。
一方、エトルシア帝国皇帝ユピテル1世もまたドラムの秘宝を狙っていた。

### 南海の妖女
ある日、アムラフィは、難破船の生存者から不思議な宝珠を授けられた。
一方、建国千年を記念した儀式「試しの神儀」を控えている神聖ペオル帝国では、「南海の妖女」の異名を持つヴィドアに艦隊を襲われていた。

## 登場人物

### アム一行
アムラフィ・ファーディル
本作の主人公である冒険商人。『南海の妖女』の時点では18歳である。
ニャンテ
魔法使いの少女。
ロン
東方より来た剣士。

### その他
ユピテル1世
エトルシア帝国皇帝。

## 既刊一覧
- 中里融司（著）・MEIMU（イラスト）、メディアワークス〈電撃文庫〉、全2巻
  - 『冒険商人アムラフィ 海神ドラムの秘宝』、1994年10月10日発売[2]、ISBN 4-07-302132-X
  - 『冒険商人アムラフィ（2） 南海の妖女』、1995年10月10日発売[3]、ISBN 4-07-303427-8